# Общество национальной экономики
Общество национальной экономики (нем. Nationalökonomische Gesellschaft, NÖG, англ. вариант названия: Austrian Economic Association) — австрийская академическая экономическая организация (Инсбрук). Общество основано 19 июля 1918 г. по инициативе Й. Шумпетера и Л. фон Мизеса.
Президентом общества является Ханнелоре Векк-Ханнеманн. Почётные члены общества: К. Ротшильд и Э. Штрайсслер.
Обществом в различных городах Австрии (Вене, Инсбруке, Клагенфурте и др.) проводятся ежегодные конференции.
Общество с 1998 г. ежегодно присуждает премии (NOeG Award) молодым экономистам (до 35 лет) в размере €750 за лучшие публикации.